# Incognito (formație britanică)
Incognito este o formație britanică de acid jazz. Trupa și-a lansat albumul de debut - Jazz Funk în 1981, care a fost urmat ulterior de alte 15 albume, ultimul din ele, Amplified Soul, fiind lansat în iunie 2014.
Liderul formației este compozitorul, producătorul, chitaristul și cântărețul Jean-Paul 'Bluey' Maunick.